# ASC De Volewijckers in het seizoen 1960/61
Het seizoen 1960/1961 was het zevende jaar in het bestaan van de Amsterdamse betaaldvoetbalclub De Volewijckers. De club kwam uit in de Nederlandse Eerste divisie A en eindigde daarin op de tweede plaats, na een viertal promotiewedstrijden tegen DHC en Elinkwijk werd uiteindelijk promotie behaald naar de Eredivisie. Tevens deed de club mee aan het toernooi om de KNVB Beker, hierin werd in de eerste ronde verloren van Blauw-Wit (1–2).

## Wedstrijdstatistieken

### Eerste divisie A
|       | AGOVV | BVV   | D.F.C. | EDO   | Enschedese Boys | Fortuna | Helmondia '55 | Hermes DVS | HVC   | KFC   | Leeuwarden | Limburgia | RBC   | Stormvogels | Veendam | Vitesse | Volendam |
| ----- | ----- | ----- | ------ | ----- | --------------- | ------- | ------------- | ---------- | ----- | ----- | ---------- | --------- | ----- | ----------- | ------- | ------- | -------- |
| Thuis | 3 – 0 | 2 – 0 | 1 – 1  | 4 – 1 | 3 – 3           | 4 – 2   | 1 – 1         | 6 – 0      | 2 – 1 | 3 – 2 | 3 – 0      | 0 – 1     | 2 – 0 | 3 – 2       | 1 – 4   | 1 – 2   | 1 – 3    |
| Uit   | 2 – 3 | 4 – 1 | 1 – 3  | 1 – 2 | 1 – 2           | 0 – 2   | 1 – 7         | 4 – 3      | 1 – 2 | 3 – 2 | 1 – 5      | 0 – 4     | 1 – 3 | 1 – 1       | 3 – 2   | 1 – 2   | 2 – 2    |

### Promotiewedstrijden
| Promotiewedstrijd                                | De Volewijckers                                                               | 2 – 2 (1 – 0, 2 – 2) Na verlenging | DHC                                                   |
| 18 juni 1961 Plaats: Den Haag Houtrust           | Wout Schaft 4', 79'                                                           |                                    | 52' Jan van Miert 69' Cor van Galen                   |
| Promotiewedstrijd (replay)                       | DHC                                                                           | 1 – 3 (1 – 1)                      | De Volewijckers                                       |
| 25 juni 1961 Plaats: Utrecht Galgenwaard         | Jan van Miert 19' (pen.)                                                      |                                    | 13', 82' Piet Boogaard 68' Wout Schaft                |
| Promotiewedstrijd                                | De Volewijckers                                                               | 4 – 3 (3 – 1)                      | Elinkwijk                                             |
| 30 juni 1961 Plaats: Amsterdam Olympisch Stadion | Hassie van Wijk 18' Wout Schaft 22' Piet Boogaard 41' Willy van 't Hek 78'    |                                    | 36' Jan de Jongh 46', 82' Michel Kruin                |
| Promotiewedstrijd                                | Elinkwijk                                                                     | 4 – 4 (1 – 0)                      | De Volewijckers                                       |
| 5 juli 1961 Plaats: Utrecht Amsterdamsestraatweg | Jan de Jongh 40' Michel Kruin 60' Henny van Egdom 69' Louk Kragten 78' (pen.) |                                    | 71', 81', 86' Wout Schaft 88' (e.d.) Humphrey Mijnals |

### KNVB beker
| Groepsfase                                  | Volendam                                                     | 0 – 4         | De Volewijckers                  |
| 7 augustus 1960 Plaats: Volendam Julianaweg |                                                              |               | Onbekend                         |
| Groepsfase                                  | De Volewijckers                                              | 5 – 2 (5 – 1) | Rapiditas                        |
| 17 augustus 1960 Plaats: Amsterdam Mosveld  | Jan Meulenbelt 11' Wout Schaft 16', –', –' Piet Boogaard 30' |               | 21' Ab Ruitenbeek Pietersen      |
| Groepsfase                                  | Ajax                                                         | 1 – 1 (1 – 0) | De Volewijckers                  |
| 18 september 1960 Plaats: Amsterdam De Meer | Sjaak Swart 40'                                              |               | 52' Wout Schaft                  |
| Groepsfase                                  | De Volewijckers                                              | 2 – 1 (0 – 0) | Zeist                            |
| 30 oktober 1960 Plaats: Amsterdam Mosveld   | Wout Schaft Frits Soetekouw                                  |               | Wout Verweij                     |
| 1e ronde                                    | De Volewijckers                                              | 1 – 2 (1 – 1) | Blauw-Wit                        |
| 1 mei 1961 Plaats: Amsterdam Mosveld        | Wout Schaft 30'                                              |               | 36' Ger Clement 89' Herman Koers |

## Statistieken De Volewijckers 1960/1961

### Eindstand De Volewijckers in de Nederlandse Eerste divisie A 1960 / 1961
| Stand | Gespeeld | Gewonnen | Gelijk | Verloren | Punten | Doelpunten voor | Doelpunten tegen |
| ----- | -------- | -------- | ------ | -------- | ------ | --------------- | ---------------- |
| 2e    | 34       | 21       | 5      | 8        | 47     | 86              | 49               |

### Topscorers
| #                 | Naam              | Goal |
| ----------------- | ----------------- | ---- |
| 1.                | Wout Schaft       | 27   |
| 2.                | Piet Boogaard     | 13   |
| 2.                | Otto Polak        | 13   |
| 4.                | Frits Kick        | 12   |
| 5.                | Hassie van Wijk   | 6    |
| 6.                | Henk Looijen      | 4    |
| 7.                | Frits Soetekouw   | 3    |
| 7.                | Sjaak de Vries    | 3    |
| 9.                | Willy van 't Hek  | 2    |
| 9.                | Piet van der Muts | 2    |
| Onbekend doelpunt |                   |      |
| –                 | Onbekend          | 1    |
| Totaal            | Totaal            | 86   |

| #              | Naam                         | Goal |
| -------------- | ---------------------------- | ---- |
| 1.             | Wout Schaft                  | 7    |
| 2.             | Piet Boogaard                | 3    |
| 3.             | Willy van 't Hek             | 1    |
| 3.             | Hassie van Wijk              | 1    |
| Eigen doelpunt |                              |      |
| –              | Humphrey Mijnals (Elinkwijk) | 1    |
| Totaal         | Totaal                       | 13   |

| #                    | Naam                      | Goal |
| -------------------- | ------------------------- | ---- |
| 1.                   | Wout Schaft               | 6    |
| 2.                   | Piet Boogaard             | 1    |
| 2.                   | Jan Meulenbelt            | 1    |
| 2.                   | Frits Soetekouw           | 1    |
| Onbekende doelpunten |                           |      |
| –                    | Onbekend (tegen Volendam) | 4    |
| Totaal               | Totaal                    | 13   |